# 雅娜·塞梅茨卡
雅娜·塞梅茨卡（Jana Semecká，1948年1月12日—）是一名捷克共和国排球运动员。她参加了1972年夏季奥运会的女子锦标赛。1971年欧洲女子排球锦标赛上，塞梅茨卡随捷克斯洛伐克国家队获得亚军。